# Chaetoderma robustum
Chaetoderma robustum är en blötdjursart som beskrevs av Heath 1911. Chaetoderma robustum ingår i släktet Chaetoderma och familjen Chaetodermatidae. Inga underarter finns listade i Catalogue of Life.